# Czarny Karb
Czarny Karb (słow. Čierny zárez) – przełęcz w północno-zachodniej grani Czarnego Szczytu w słowackiej części Tatr Wysokich, będącej fragmentem grani głównej Tatr Wysokich. Siodło oddziela od siebie Czarny Grzebień na południowym wschodzie od Czarnego Kopiniaka na północnym zachodzie i znajduje się tuż pod blokiem szczytowym tego ostatniego wzniesienia. Przełęcz jest położona jednej trzeciej długości grani od Czarnej Przełęczy do Czarnego Szczytu.
Południowo-zachodnie stoki grani opadają na tym odcinku do Czarnego Bańdziocha – górnego piętra Doliny Czarnej Jaworowej. Po stronie północno-wschodniej stoki zbiegają do Danielowych Pól w Dolinie Jastrzębiej. Po stronie Doliny Czarnej Jaworowej w ścianach poniżej Czarnego Karbu położony jest Niżni Szymkowy Ogród, do którego z przełęczy spada stosunkowo stroma rynna. Z Danielowego Cmentarzyska w Dolinie Jastrzębiej pnie się natomiast wybitna depresja – początkowo w kierunku wierzchołka Czarnego Kopiniaka, w górnych partiach jednak omija jego blok szczytowy i dochodzi do Czarnego Karbu.
Na Czarny Karb nie prowadzą żadne szlaki turystyczne. Najdogodniejsza droga dla taterników wiedzie na przełęcz granią od Czarnej Przełęczy.
Pierwsze wejścia:
- letnie – Alfred Martin i przewodnik Johann Franz senior, 16 lipca 1907 r., przy przejściu granią,
- zimowe – Adam Karpiński i Konstanty Narkiewicz-Jodko, 4 kwietnia 1928 r., przy przejściu granią[2].